# Цівільський район
Ціві́льський район (чув. Çĕрпӳ районĕ) — муніципальне утворення в Чувашії (Росія). Отримав назву по річці Цівіль.
Адміністративний центр — місто Цівільськ, віддалене від столиці республіки на 37 км.

## Географія
Район розташований у північно-східній частині Чувашії. На півночі і північному заході межує з Чебоксарським районом, на північному сході — з Маріїнсько-Посадським, на сході — з Козловським, на південному сході — з Урмарським, на півдні — з Канаським, на заході — з Красноармійським районами.

## Історія
Район утворений 5 вересня 1927 року.

## Населення
Населення району становить 35375 осіб (2019, 36772 у 2010, 38744 у 2002).

## Адміністративно-територіальний поділ
На території району 1 міське та 16 сільських поселення:
| Поселення                               | Площа, км² | Населення, осіб (2002) | Населення, осіб (2010) | Населення, осіб (2019) | Центр            | Населені пункти |
| --------------------------------------- | ---------- | ---------------------- | ---------------------- | ---------------------- | ---------------- | --------------- |
| Цівільське міське поселення             | 8,62       | 12967                  | 13479                  | 15014                  | Цівільськ        | 1               |
| Богатирьовське сільське поселення       | 64,89      | 1872                   | 1523                   | 1370                   | Богатирьово      | 14              |
| Булдеєвське сільське поселення          | 52,37      | 1594                   | 1434                   | 1187                   | Булдеєво         | 11              |
| Друговурманкасинське сільське поселення | 40,40      | 1791                   | 1672                   | 1547                   | Другі Вурманкаси | 9               |
| Ігорварське сільське поселення          | 50,71      | 1351                   | 1220                   | 959                    | Ігорвари         | 8               |
| Конарське сільське поселення            | 55,46      | 1692                   | 1553                   | 1344                   | Конар            | 9               |
| Малоянгорчинське сільське поселення     | 62,38      | 1464                   | 1422                   | 1324                   | Мале Янгорчино   | 13              |
| Медікасинське сільське поселення        | 34,55      | 913                    | 720                    | 577                    | Медікаси         | 10              |
| Михайловське сільське поселення         | 30,84      | 1560                   | 1312                   | 1148                   | Михайловка       | 7               |
| Опитне сільське поселення               | 53,89      | 2714                   | 2684                   | 2535                   | Опитний          | 8               |
| Першостепановське сільське поселення    | 52,89      | 1171                   | 1020                   | 760                    | Перше Степаново  | 10              |
| Поваркасинське сільське поселення       | 39,66      | 1093                   | 986                    | 834                    | Поваркаси        | 5               |
| Риндинське сільське поселення           | 55,98      | 1710                   | 1620                   | 1504                   | Риндино          | 7               |
| Таушкасинське сільське поселення        | 57,45      | 1916                   | 1643                   | 1391                   | Таушкаси         | 7               |
| Тувсинське сільське поселення           | 38,83      | 1056                   | 1036                   | 922                    | Тувсі            | 6               |
| Чирічкасинське сільське поселення       | 57,12      | 1324                   | 1198                   | 982                    | Чирічкаси        | 8               |
| Чурачицьке сільське поселення           | 34,76      | 2556                   | 2250                   | 1977                   | Чурачики         | 6               |

## Найбільші населені пункти
Населені пункти з чисельністю населення понад 1000 осіб:
| № | Населений пункт | Населення, осіб (2002) | Населення, осіб (2010) |
| - | --------------- | ---------------------- | ---------------------- |
| 1 | Цівільськ       | 12 967                 | 13 479                 |
| 2 | Чурачики        | 1 970                  | 1 743                  |
| 3 | Опитний         | 1 618                  | 1 525                  |

## Господарство

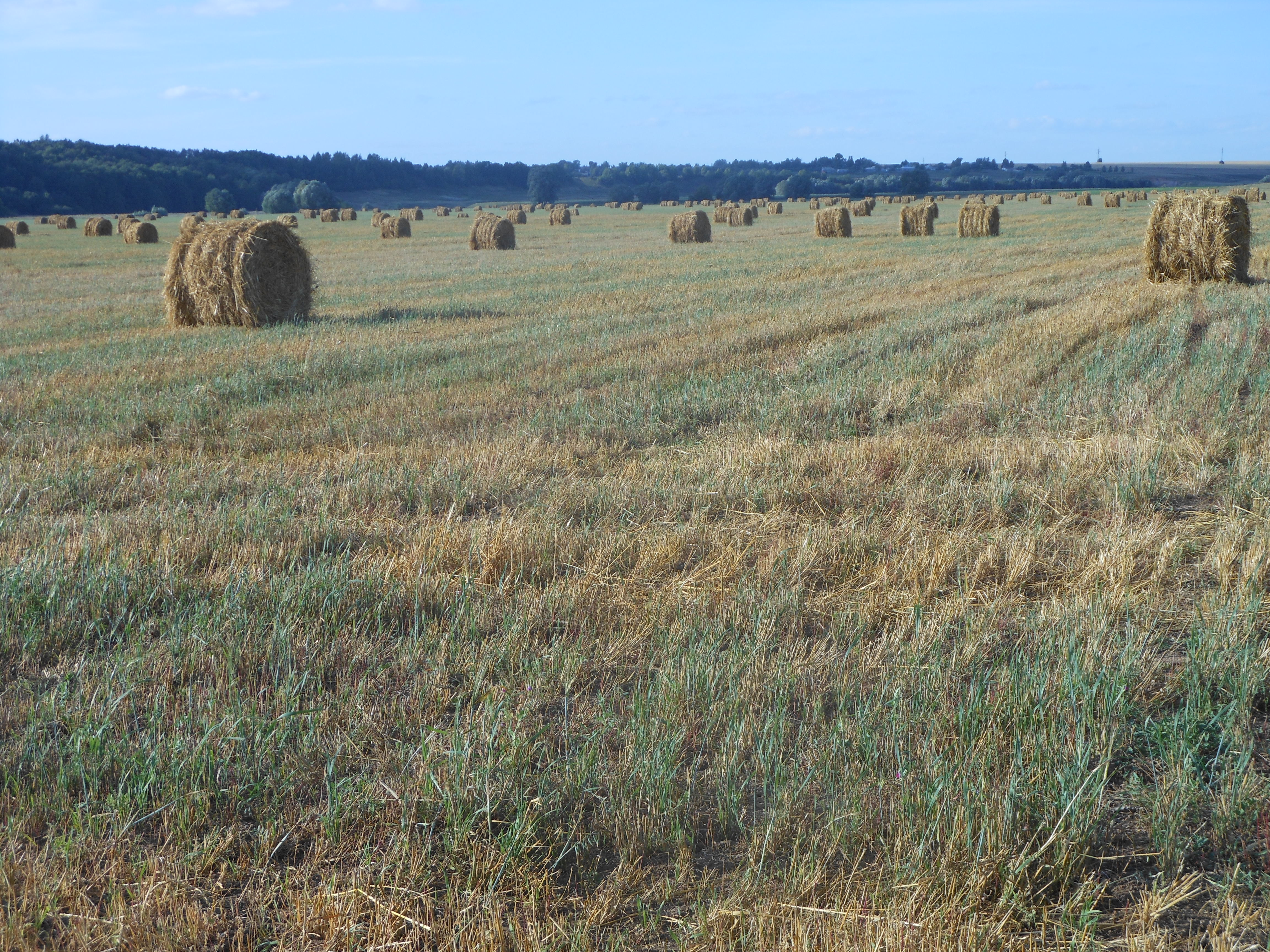
Серпнева жнива на полях

Район характеризується високотоварним сільським господарством. Спеціалізація сільськогосподарського виробництва — м'ясо-молочне скотарство з розвиненим свинарством, птахівництвом і хмільництвом. Цивільський район виробляє м'ясо, молоко, картопля. У загальному обсязі валової продукції сільськогосподарські частки рослинництва і тваринництва рівні. Район споконвічно займається хмільництвом: виробництвом хмелю тут зайнята значна частина господарств.
Промисловість в районі представлена 37 підприємствами, розміщених в основному в районному центрі, де ремонтують автомобілі і сільськогосподарську техніку, виробляють збірні залізобетонні конструкції, цегла, тканини, різні види продукції харчової промисловості, в тому числі овочеві та фруктові консерви, соки, кондитерські вироби, пиво, картопляний крохмаль тощо.